# Tatsuya Shiozawa
Tatsuya Shiozawa (japanisch 塩沢 達也 Shiozawa Tatsuya; * 11. November 1982 in der Präfektur Shizuoka) ist ein ehemaliger japanischer Fußballspieler.

## Karriere
Shiozawa erlernte das Fußballspielen in der Jugendmannschaft von Shimizu S-Pulse. Seinen ersten Vertrag unterschrieb er 2001 bei den Shimizu S-Pulse. Der Verein spielte in der höchsten Liga des Landes, der J1 League. Ende 2003 beendete er seine Karriere als Fußballspieler.

## Erfolge
Shimizu S-Pulse
- Kaiserpokal

Sieger: 2001